# Загомила
Загомила (словен. Zagomila, итал. Zagomilla) је насељено место у општини Канал об Сочи, Горишка регија, Словенија.

## Историја
До територијалне реорганизације у Словенији била је у саставу старе општине Нова Горица. Као самостално насеље Загомила постоји од 2007. године. Настао је издвајањем дела из насеља Плаве.

## Становништво
У попису становништва из 2011. године, Загомила је имала 6 становника.
| Број становника према пописима |
| ------------------------------ |
| 2011                           |
| 6                              |

Напомена: Године 2007. настала издвајањем дела из насеља Плаве.